# الطريق الوطنية رقم 20 (تونس)
الطريق الوطنية رقم 20 أو ط و20 طريق رئيسية تونسية تصل بين مدينتي مدنين وحزوة قرب الحدود التونسية الجزائرية، وهي تمرّ بالمدن التالية على التوالي:
- مدنين،
- توجان،
- مطماطة،
- دوز،
- رجيم معتوق،
- حزوة.